# Henryk Wilk
Henryk Zbigniew Wilk (ur. 10 marca 1930 w Rudniku nad Sanem, zm. 27 czerwca 2002 w Milanówku) – polski inżynier, działacz samorządu gospodarczego, senator I kadencji.

## Życiorys
W 1949 zdał maturę w liceum ogólnokształcącym w Wyszkowie. Kształcił się w Szkole Inżynierskiej w Warszawie, studia magisterskie ukończył na Wydziale Ekonomiki i Organizacji Przedsiębiorstw Budowy Maszyn Politechniki Warszawskiej. Należał do Polskiej Zjednoczonej Partii Robotniczej. Pracował w Warszawskiej Fabryce Motocykli, Wojskowym Instytucie Techniki Pancernej i Samochodowej w Sulejówku, Zakładach Metalowych Dezamet, a także w administracji rządowej, dochodząc do stanowiska dyrektora departamentu. W 1977 objął stanowisko dyrektora generalnego Zakładów Przemysłu Ciągnikowego „Ursus”. Zwolniono go w grudniu 1981 po wprowadzeniu stanu wojennego za popieranie działań „Solidarności”. W styczniu 1982 zeznawał na wniosek obrony w procesie aresztowanych związkowców, został w rezultacie usunięty z PZPR. Pracował następnie w różnych przedsiębiorstwach, pod koniec lat 80. współtworząc prywatne przedsiębiorstwo informatyczne. Od 1989 do 1991 z ramienia Komitetu Obywatelskiego zasiadał w Senacie I kadencji, reprezentując województwo ostrołęckie. Zasiadał w Komisji Gospodarki Narodowej. W wyborach parlamentarnych w 1993 bez powodzenia kandydował do Sejmu z podwarszawskiej listy Bezpartyjnego Bloku Wspierania Reform.
W latach 90. należał do twórców organizacji pracodawców i przedsiębiorców. Pełnił funkcje wiceprezydenta Konfederacji Pracodawców Polskich i Związku Rzemiosła Polskiego. Przez lata był także wiceprzewodniczącym Komisji Trójstronnej ds. Społeczno-Gospodarczych.
W 1993, za wybitne zasługi w działalności państwowej i publicznej, odznaczony Krzyżem Oficerskim Orderu Odrodzenia Polski. W 1999, za wybitne zasługi w działalności w ruchu pracodawców, uhonorowany Krzyżem Komandorskim tego orderu.